# Federico Fellini
Federico Fellini (Rímini, Emilia-Romaña, 20 de enero de 1920-Roma, 31 de octubre de 1993) fue un director de cine y guionista italiano; considerado el cineasta de la posguerra más importante de su país a nivel mundial.
Ganador de cuatro premios Óscar a la mejor película extranjera, en 1993 fue galardonado con un Óscar honorífico por su carrera.
A lo largo de su trayectoria dio vida a personajes y escenas que se han incorporado al imaginario colectivo cinematográfico. De sí mismo decía que era «un artesano que no tiene nada que decir, pero sabe cómo decirlo».
Más allá de los aportes estéticos de su obra en general, y esos personajes y ambientes extraños a los que se han etiquetados como «fellinescos», una de sus películas, La dolce vita, tiene un impacto palpable y duradero en la cultura internacional al dar nombre a la figura de los paparazzi, esto basado en el nombre de uno de sus protagonistas, Paparazzo.

## Biografía

### Infancia y juventud
Nació en una familia de clase media: su padre, Urbano Fellini, era un representante de licor, dulces y comestibles, nacido en Gambettola, un pueblo al oeste de Rímini; su madre, Ida Barbiani, de origen romano, era ama de casa. El matrimonio Fellini tuvo dos hijos más: Riccardo, nacido en 1921, y Maddalena nacida en 1929.
A los 8 años huyó de su casa por un breve periodo y se unió a un circo, esto de acuerdo a lo que declaró en diversas entrevistas. Estudió en el Liceo Classico «Giulio Cesare», donde descubrió su talento para el dibujo; sentía admiración por el dibujante estadounidense Winsor McCay, creador del personaje de cómic Little Nemo. Su talento como caricaturista le consiguió un empleo en el Cine Fulgor, cuyo promotor le encarga los retratos de los actores para anunciar las películas. En 1938 comenzó a publicar viñetas en el periódico y en la revista humorística "420" de Florencia.
En su infancia, el joven Fellini mostró un vivo interés por las películas de Chaplin y los cómics humorísticos estadounidenses, llegando a afirmar en 1966:

Es evidente que la lectura intensa de esas historias, en una edad en que las reacciones emotivas son tan inmediatas y frecuentes, condicionó mi gusto por la aventura, lo fantástico, lo grotesco y lo cómico. En este sentido es posible encontrar una relación profunda entre mis obras y los cómics norteamericanos. De sus estilizaciones caricaturescas, de sus paisajes, de los personajes siluetados contra el horizonte, me han quedado imágenes felizmente "chocantes", imágenes que de vez en cuando vuelven a aflorar y cuyo recuerdo inconsciente ha condicionado el elemento figurativo y las tramas de mis películas.

### Inicios profesionales
Antes de terminar la escuela secundaria clásica, alrededor del año 1938, Fellini consigue colaborar con periódicos y revistas como dibujante. Tal es el caso de la publicación de sus viñetas en el diario La Domenica del Corriere y, sobre todo, en el periódico florentio Il 420, importante publicación editada por Nerbini, quien además le contratará como corrector de las pruebas de imprenta, pasando así una estancia de unos 8 meses en Florencia. También ejercerá de guionista de la serie Flash Gordon, con dibujos de George Toppi, cuando el gobierno fascista prohíbe la importación de cómics estadounidenses y los autores italianos han de continuarlas para no defraudar a sus lectores.
A principio de 1939, se traslada a Roma con el pretexto de cursar la carrera de Derecho, pero con la intención de convertirse en periodista. De hecho, durante tres semanas trabaja como reportero en el periódico Il Popolo.. 
Fue en este período que se hizo amigo de otro actor debutante, Alberto Sordi. Su amistad durará toda la vida y está bien contada en la película Permette? Alberto Sordi.
En 1940 ingresa al equipo editorial de la principal revista satírica italiana, Marc'Aurelio, dirigida por Vito de Bellis. Tras el éxito en Marc'Aurelio, Fellini recibe muchas ofertas de trabajo y sustanciosas cantidades de dinero.
Durante estos primeros años escribió secuencias cómicas para actores conocidos como Aldo Fabrizi y Erminio Macario en Imputato, alzatevi! y Lo vedi come sei... lo vedi come sei? en 1939. Fellini también produjo varios dibujos (principalmente en lápiz sobre papel), a menudo retratos cómicos y caricatura política siendo así como el joven Fellini conoció el cine: su primer éxito fue como dibujante publicitario para películas. Avanguardista durante el fascismo, sus primeras obras fueron para la Alleanza Cinematográfica Italiana (ACI), una compañía productora de Vittorio Mussolini, hijo de Benito Mussolini, a través del cual conoció a Roberto Rossellini.

### Fellini y la radio
En 1941 empieza a colaborar con el Ente Italiano Audizioni Radiofoniche (EIAR), viviendo una breve pero feliz fase como escritor en la radio. La etapa de Fellini en la radio marca el debut del maestro en el mundo del espectáculo y el inicio de la relación afectiva y artística con Giulietta Masina. En los últimos años firmó unos noventa guiones de Fellini, incluyendo las presentaciones de los programas de música, revistas, radio, a la famosa serie Cico y Pallina. La serie se emitió entre 1942 y 1943, contaba la historia de una joven pareja.
En julio de 1943, Giulietta presentó a Federico a sus padres, y la pareja contrajo matrimonio en octubre de ese mismo año. El 22 de marzo de 1945, Giulietta y Federico tuvieron un hijo, Pier Federico, que falleció tan sólo doce días después de su nacimiento.

### La fase neorrealista

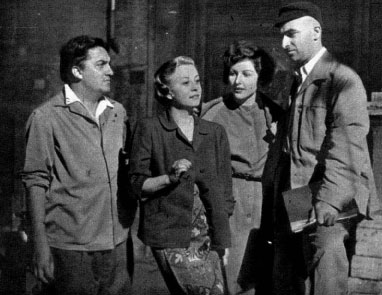
Fellini, Masina, Carla del Poggio y Alberto Lattuada en 1952

A principios de los años cuarenta, Fellini conoce a Tullio Pinelli, un dramaturgo, y fundan una asociación profesional. Fellini y Pinelli son los encargados de redactar el texto que dará a conocer a Aldo Fabrizi. 
En 1944, tras la caída del fascismo en una Roma apenas liberada de las tropas aliadas, abrió una tienda de retratos y caricaturas, The Funny Face Shop. En 1945 se produce el primer encuentro de Fellini con Roberto Rossellini y comenzó su contribución a la película más representativa del cine italiano de posguerra: Roma città aperta (Roma ciudad abierta). Fellini también escribió guiones para otros directores reconocidos como Alberto Lattuada —Sin piedad (Senza pietà, 1948) y El molino del Po (Il mulino del Po, 1949)—, Pietro Germi —En nombre de la ley (In nome della legge, 1949) y La ciudad se defiende (La città si difende, 1951)— y Luigi Comencini.
Después de colaborar en los guiones de otros filmes de Rossellini: Paisà (Camarada, 1946) y El amor (L'amore, 1948); y debutar en la dirección junto a Alberto Lattuada con Luces de variedades (Luci del varietà, 1950), realiza en 1951 su primera película en solitario El jeque blanco (Lo sceicco bianco, 1951), protagonizada por el cómico Alberto Sordi y escrita por Michelangelo Antonioni y Ennio Flaiano. Durante el rodaje de esta comedia, entre satírica y burlesca, con ecos del omnipresente neorrealismo de la época, Fellini conoció a Nino Rota, el músico que lo seguiría por el resto de su carrera.

### La resonancia internacional
La actriz Giulietta Masina, con quien se había casado Fellini en 1943, se convirtió en su musa absoluta y en el personaje físico y sobre todo emocional que fascinó al público de medio mundo en títulos dorados del cine italiano como La strada (1954), Almas sin conciencia (Il bidone, 1955), Las noches de Cabiria (Le notti di Cabiria, 1957), Giulietta de los espíritus (Giulietta degli spiriti, 1965) y Ginger y Fred (Ginger e Fred, 1986). Otro actor que aparece constantemente en sus filmes es Marcello Mastroianni, quien estudiaba interpretación en la misma escuela que Massina, y que fue gran amigo del director. De hecho, Mastroianni aparece en algunas de sus películas más importantes, siempre interpretando el papel principal (entre ellas La dolce vita y Ocho y medio). Fellini trabajó también con actores como Anita Ekberg, a quien lanzó a la fama, Sandra Milo, los ya citados Sordi y Fabrizi, Anouk Aimée, Claudia Cardinale, Richard Basehart, Sylva Koscina, Freddie Jones o Roberto Benigni.
Los guionistas con los que siempre trabajó (Bernardo Zapponni por ejemplo), lograron encontrar el modo de aunar diálogos y estructuras a la plasticidad, expresividad y enorme personalidad cinematográfica de Fellini (presente en la narrativa, encuadres, temáticas sobre lo onírico, el patetismo, la crueldad, la felicidad, la desolación, lo diferente, lo extravagante, la provocación, el humor, la farándula, lo mediterráneo...), y todo ello llega a desbordar rabiosamente la gran mayoría de sus películas.

### La madurez
Su época de madurez está marcada por su distanciamiento con la crítica y por su pérdida de rentabilidad masiva de cara al mercado coincidiendo con dos acontecimientos clave: al final de la supremacía de los grandes estudios estadounidenses y europeos, y el relevo generacional tan rupturista como radical que se produce en los primeros años 1970 en medio mundo, a lo que se une el auge de la televisión como motor del ocio diario de la gran mayoría del público, acompañada de la fabricación de un nuevo invento que cambia el concepto de la industria del cine predominante hasta entonces: el video doméstico.
También ahora, la superación del cine de estructura clásica perjudica la carrera del cineasta ya que, paradójicamente, es ahora cuando el maestro italiano se vuelve —al menos aparentemente— más convencional en sus propuestas y su cine "pasa de moda" en aras de las nuevas corrientes del cine del Viejo Continente: el thriller de Jean Pierre Melville, el clasicismo filosófico de François Truffaut, el compromiso político de Pier Paolo Pasolini, las innovaciones estéticas y formales de Bernardo Bertolucci, el lirismo poético y metafísico de Andréi Tarkovski, el auge de los nuevos y jóvenes creadores (Rainer Werner Fassbinder, Wim Wenders, Carlos Saura, Ken Russell, Vilgot Sjöman, Hristo Popov). Sin embargo es en este momento cuando Fellini se vuelca en hacer obras más pequeñas y personales, con menor presupuesto pero de encomiable envergadura artística, ya que esta crisis profesional no resta valía a los proyectos que va rodando y estrenando: Los clowns, (1970); Roma, (1972); Prova d'orchestra (Ensayo de orquesta, 1979) o Y la nave va, 1983).

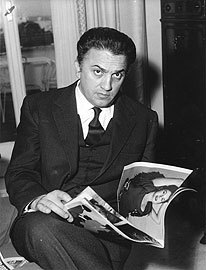
Fellini de joven

### Obra inconclusa
Il viaggio di G. Mastorna (El viaje de G. Mastorna) es el título de un guion escrito entre 1965 y 1966 por Fellini para el productor Dino De Laurentiis. Originalmente, el proyecto sería una adaptación de la novela What Mad Universe del estadounidense Frederic Brown. La decisión de adaptar este libro de ciencia ficción surgió a partir de la escena retratada en la portada de la edición de 1949, donde una mujer con un rostro similar al de Betty  Page y un cuerpo que recordaba al de Anita Ekberg salía de la ducha mientras era observada por un extraterrestre agazapado al lado de un cohete de evidente forma fálica. Sin embargo, el realizador italiano cambiaría de idea y empezaría a desarrollar un trabajo original basado en una idea de Dino Buzzati. 
El guion, dotado de una narrativa onírica, cuenta la historia de Giuseppe Mastorna, un famoso violonchelista que se encuentra en una dimensión extra-terrena a la que llega luego de un accidente de avión. Escrito en colaboración con Brunello Rondi, Il viaggio de G. Mastorna nunca se produjo, aunque siempre estuvo en los planes de Fellini hasta el momento de su muerte.
El guion en italiano fue publicado desde 1995, mientras que una traducción comentada en inglés salió a la luz en 2013 bajo el título The Journey of G. Mastorna. The Film Fellini Didn't Make (El viaje de G. Mastorna. La película que Fellini nunca hizo).

## Muerte
Murió el 31 de octubre de 1993 a los 73 años a causa de infarto agudo de miocardio después de varias semanas hospitalizado por un ictus.
Esta enterrado en el Cementerio, Rivabella, Italia

## Filmografía
Hay tres momentos en la filmografía de este director: Sus inicios, en constante coqueteo con la corriente neorrealista predominante en el cine italiano de los años 1940 y 1950, y en aras de encontrar un estilo propio que le definiera como creador (de El jeque blanco a Almas sin conciencia pasando por la estupenda Los inútiles (I vitelloni, 1953)); la fama internacional y conquista de las taquillas de todo el mundo, premios Óscar incluidos (La strada, Las noches de Cabiria, La dolce vita, Julieta de los espíritus, El Satiricón, Casanova y Amarcord); y la época de madurez, marcada por su distanciamiento con la crítica y por su pérdida de rentabilidad masiva de cara al mercado.

### Como director
- Luci del varietà (Luces de variedades) (1950) — codirigido con Alberto Lattuada
- Lo sceicco bianco (El jeque blanco) (1952)
- I vitelloni (Los inútiles) (1953)
- L'amore in città (Amor en la ciudad) (1953)
- La strada (1954)
- Il bidone (Almas sin conciencia/El cuentero) (1955)
- Le notti di Cabiria (Las noches de Cabiria) (1957)
- La Dolce Vita (íd.) (1960)
- Boccaccio 70 (Boccaccio '70) (1962)
- Otto e mezzo (8 ½) (1963)
- Giulietta degli spiriti (Giulietta de los espíritus/Julieta de los espíritus) (1965)
- Tre passi nel delirio (Historias extraordinarias) (1968)
- Block-notes di un regista (1969) — TV
- Satyricon (1969)
- I clowns (1970) — TV
- Roma (1972)
- Amarcord (1973)
- Casanova (1976)
- Prova d'orchestra (Ensayo de orquesta) (1979)
- La città delle donne (La ciudad de las mujeres) (1980)
- E la nave va (Y la nave va) (1983)
- Ginger e Fred (Ginger y Fred) (1986)
- Intervista (Entrevista) (1987) — TV
- La voce della luna (1990)

### Como guionista
- Lo vedi come sei... Lo vedi come sei? de Mario Mattoli (1939)
- Imputato alzatevi! de Mario Mattoli (1939)
- Il pirata sono io! de Mario Mattoli (1940)
- I cavalieri del deserto de Gino Talamo y Osvaldo Valenti (1940)
- Avanti, c'è posto de Mario Bonnard (1942)
- Quarta pagina de Nicola Manzari (1942)
- Campo de' Fiori de Mario Bonnard (1943)
- Apparizione de Jean de Limur (1943)
- Vive... si te dejan (L'ultima carrozzella) de Mario Mattoli (1943)
- Tutta la città canta de Riccardo Freda (1945)
- Roma, ciudad abierta (Roma città aperta) de Roberto Rossellini (1945)
- Chi l'ha visto? de Goffredo Alessandrini (1945)
- Camarada (Paisà) de Roberto Rossellini (1946)
- Il passatore de Duilio Coletti (1947)
- El delito de Giovanni Episcopo (Il delitto di Giovanni Episcopo), de Alberto Lattuada (1947)
- Senza pietà (Sin piedad) de Alberto Lattuada (1948)
- El molino del Po (Il mulino del Po) de Alberto Lattuada (1948)
- El amor (L'amore) de Roberto Rossellini (1948)
- En nombre de la ley (In nome della legge) de Pietro Germi (1949)
- Il cammino della speranza de Pietro Germi (1950)
- Luces de variedades (Luci del varietà) (1950)
- Francisco, juglar de Dios (Francesco, giuglare di Dio) de Roberto Rossellini (1950)
- Persiane chiuse de Pietro Germi (1950)
- La ciudad se defiende (La città si difende) de Pietro Germi (1951)
- Una doncella en apuros (Cameriera bella presenza offresi...) de Giorgio Pastina (1951)
- Il brigante di tacca del Lupo de Pietro Germi (1952)
- El jeque blanco (Lo sceicco bianco) (1951)
- Europa 51 (Europa '51) de Roberto Rossellini (1951)
- Los inútiles (I vitelloni) (1953)
- L'amore in città (1953) — episodio "Un'agenzia matrimoniale"
- La strada (1954)
- Alma sin conciencia (Il bidone) (1955)
- Las noches de Cabiria (Le notti di Cabiria) (1957)
- Fortunella (Fortunella) de Eduardo De Filippo (1958)
- La dolce vita (1960)
- Boccaccio 70 (1962) — episodio Las tentaciones del doctor Antonio
- Fellini 8 ½ (8 e ½) (1963)
- Giulietta de los espíritus (Giulietta degli spiriti) (1965)
- Tre passi nel delirio (1968) — episodio "Toby Dammit"
- Block-notes di un regista (1969) — TV
- Noches en la ciudad (Sweet Charity) de Bob Fosse (1969)
- Satyricon (Fellini Satyricon) (1969)
- I Clowns (1971) — TV
- Roma de Fellini (Roma) (1972)
- Amarcord (1973)
- Il Casanova di Federico Fellini (1976)
- Prueba de orquesta (Prova d'orchestra) (1978)
- La ciudad de las mujeres (La città delle donne) (1980)
- Y la nave va (E la nave va) (1983)
- Ginger y Fred (Ginger e Fred) (1986)
- Entrevista (Intervista) (1987) — TV
- La voz de la luna (La voce della luna) (1990)

## Premios y distinciones
Premios Óscar
| Año  | Categoría                    | Película              | Resultado |
| ---- | ---------------------------- | --------------------- | --------- |
| 1947 | Mejor guion                  | Roma, ciudad abierta  | Nominado  |
| 1950 | Mejor argumento y guion      | Paisà                 | Nominado  |
| 1957 | Mejor Película Internacional | La strada             | Ganador   |
| 1957 | Mejor guion original         | La strada             | Nominado  |
| 1958 | Mejor Película Internacional | Las noches de Cabiria | Ganador   |
| 1958 | Mejor guion original         | Los inútiles          | Nominado  |
| 1962 | Mejor director               | La dolce vita         | Nominado  |
| 1962 | Mejor guion original         | La dolce vita         | Nominado  |
| 1964 | Mejor Película Internacional | 8½                    | Ganador   |
| 1964 | Mejor director               | 8½                    | Nominado  |
| 1964 | Mejor guion original         | 8½                    | Nominado  |
| 1970 | Mejor dirección              | Satiricón             | Nominado  |
| 1975 | Mejor Película Internacional | Amarcord              | Ganador   |
| 1976 | Mejor dirección              | Amarcord              | Nominado  |
| 1976 | Mejor guion original         | Amarcord              | Nominado  |
| 1977 | Mejor guion adaptado         | Casanova              | Nominado  |
| 1993 | Óscar honorífico             | Óscar honorífico      | Ganador   |

Festival Internacional de Cine de Venecia
| Año  | Categoría                                 | Película     | Resultado |
| ---- | ----------------------------------------- | ------------ | --------- |
| 1953 | León de Plata                             | Los inútiles | Ganador   |
| 1954 | León de Plata                             | La strada    | Ganador   |
| 1954 | Premio OCIC - Mención especial            | La strada    | Ganador   |
| 1969 | Premio Pasinetti -Mejor película italiana | Satiricón    | Ganador   |
| 1970 | Premio Pasinetti -Mejor película italiana | Los Clowns   | Ganador   |
| 1985 | León de Oro a toda una carrera            | -            | Ganador   |

Premios San Jorge
| Año  | Categoría      | Película  | Resultado |
| ---- | -------------- | --------- | --------- |
| 1957 | Mejor director | La strada | Ganador   |